# Gabon hadereje
Gabon hadereje a szárazföldi erőkből, a légierőből és a haditengerészetből áll.

## Fegyveres erők létszáma
- Aktív: 4700 fő

## Szárazföldi erők
Létszám
3200 fő
Állomány
- 1 páncélos zászlóalj
- 1 tüzér csoport
- 8 gyalogos zászlóalj
- 1 ejtőernyős zászlóalj
- 1 műszaki század

Felszerelés
- 70 db felderítő harcjármű
- 12 db páncélozott gyalogsági harcjármű
- 22 db páncélozott szállító jármű
- 6 db vontatásos tüzérségi löveg

## Légierő
Létszám
1000 fő
Felszerelés
- 10 db harci repülőgép
- 8 db szállító repülőgép
- 5 db harci helikopter
- 5 db szállító helikopter

## Haditengerészet
Létszám
500 fő
Hadihajók
- 3 db hadihajó